# ツール・ド・ポローニュ2008
ツール・ド・ポローニュ2008（Tour de Pologne 2008）は、ツール・ド・ポローニュの65回目のレース。2008年9月14日から9月20日まで、全7ステージ、全行程1193.5kmで行われた。UCIプロツアー2008の最終戦。

## プロツアー総合優勝争い
現在プロツアー個人順位1位のアレハンドロ・バルベルデ(123P)、2位のダミアーノ・クネゴ(104P)、3位のアンドレアス・クレーデン(96P)が同時開催中のブエルタ・ア・エスパーニャに参加中。また、4位のロマン・クロイツィガー(94P)、5位のアンドレ・グライペル(93P)が不参加ということで、6位のカデル・エヴァンス(85P)、7位のステイン・デヴォルデル(80P)、8位のホセ・ホアキン・ロハス(75P)、9位のトーマス・ルヴクヴィスト(74P)の4選手に、総合優勝のチャンスが残されていたが、4選手ともに総合10位にすら入れなかった。したがって、バルベルデの2度目のUCIプロツアー個人総合優勝が決まった。

## 結果

### 総合上位選手
| 区間 | 月日 | スタート － ゴール                 | km    | 総合首位               | 時 間          | 総合2位              | 時間差   | 総合3位                    | 時間差   |
| ---- | ---- | ---------------------------------- | ----- | ---------------------- | -------------- | -------------------- | -------- | -------------------------- | -------- |
| 1    | 9/14 | ワルシャワ（チームTT）             | 4.0   | ラース・バク           | 4分05秒        | フランク・シュレク   | +00秒    | ファビアン・カンチェラーラ | +00秒    |
| 2    | 9/15 | プウォツク － オルシュティン       | 231.2 | ムリロ・フィッシャー   | 6時間14分55秒  | アラン・デーヴィス   | +00秒    | ラース・バク               | +03秒    |
| 3    | 9/16 | ミコワイキ － ビャウィストク       | 184.8 | アラン・デーヴィス     | 10時間41分47秒 | ムリロ・フィッシャー | +04秒    | ラース・バク               | +07秒    |
| 4    | 9/17 | ビェルスク・ポドラスキ － ルブリン | 243.6 | アラン・デーヴィス     | 10時間41分47秒 | ムリロ・フィッシャー | +04秒    | ラース・バク               | +07秒    |
| 5    | 9/18 | ナウェンチュフ － ジェシュフ       | 239.7 | ホセ・ホアキン・ロハス | 16時間00分51秒 | ラース・バク         | +02秒    | ステーヴン・デヨンフ       | +05秒    |
| 6    | 9/19 | クルィニツァ・ズドルイ － ザコパネ | 118.0 | イェンス・フォイクト   | 19時間06分50秒 | ラース・バク         | +1分22秒 | フランコ・ペッリツォッティ | +1分24秒 |
| 7    | 9/20 | ラプカ・ズドルイ － クラクフ       | 153.6 | イェンス・フォイクト   | 21時間13分18秒 | ラース・バク         | +1分22秒 | フランコ・ペッリツォッティ | +1分24秒 |

### 各区間上位選手
| 区間 | 月日 | スタート － ゴール                 | km    | 区間首位                     | 時 間                        | 区間2位                            | 時間差                       | 区間3位                      | 時間差                       |
| ---- | ---- | ---------------------------------- | ----- | ---------------------------- | ---------------------------- | ---------------------------------- | ---------------------------- | ---------------------------- | ---------------------------- |
| 1    | 9/14 | ワルシャワ（チームTT）             | 4.0   | チームCSC-サクソバンク       | 4分05秒                      | リクイガス                         | +03秒                        | ケス・デパーニュ             | +03秒                        |
| 2    | 9/15 | プウォツク － オルシュティン       | 231.2 | アラン・デーヴィス           | 6時間10分53秒                | ムリロ・フィッシャー               | 同                           | ミルコ・ロレンツェット       | 同                           |
| 3    | 9/16 | ミコワイキ － ビャウィストク       | 184.8 | アンジェロ・フルラン         | 4時間26分56秒                | ルシアーノ・アンドレ・パリアリーニ | 同                           | アラン・デーヴィス           | 同                           |
| 4    | 9/17 | ビェルスク・ポドラスキ － ルブリン | 243.6 | 荒天のためレース途中打ち切り | 荒天のためレース途中打ち切り | 荒天のためレース途中打ち切り       | 荒天のためレース途中打ち切り | 荒天のためレース途中打ち切り | 荒天のためレース途中打ち切り |
| 5    | 9/18 | ナウェンチュフ － ジェシュフ       | 239.7 | ユルヘン・ルラントス         | 5時間18分59秒                | ホセ・ホアキン・ロハス             | 同                           | ステーヴン・デヨンフ         | 同                           |
| 6    | 9/19 | クルィニツァ・ズドルイ － ザコパネ | 118.0 | イェンス・フォイクト         | 3時間05分55秒                | トニー・マルティン                 | +47秒                        | フランコ・ペッリツォッティ   | +1分15秒                     |
| 7    | 9/20 | ラプカ・ズドルイ － クラクフ       | 153.6 | ロベルト・フェルスター       | 2時間06分28秒                | アルベルト・クルトロ               | 同                           | ヤウヘニ・フタロヴィッチ     | 同                           |

### 総合成績
|    | 選手名                       | 国籍           | チーム                       | 時間           | 2008 UCIプロツアー ポイント |
| -- | ---------------------------- | -------------- | ---------------------------- | -------------- | --------------------------- |
| 1  | イェンス・フォイクト         | ドイツ         | チームCSC-サクソバンク       | 21時間13分18秒 | 50                          |
| 2  | ラース・バク                 | デンマーク     | チームCSC-サクソバンク       | +1分22秒       | 40                          |
| 3  | フランコ・ペッリツォッティ   | イタリア       | リクイガス                   | +1分24秒       | 35                          |
| 4  | アラン・デーヴィス           | オーストラリア | クイックステップ             | +1分27秒       | 30                          |
| 5  | フランチェスコ・ガヴァッツィ | イタリア       | ランプレ                     | +1分28秒       | 25                          |
| 6  | グレゴリー・ラスト           | スイス         | アスタナ・チーム             | +1分33秒       | 20                          |
| 7  | ミルコ・ロレンツェット       | イタリア       | ランプレ                     | +1分36秒       | 15                          |
| 8  | ダヴィド・ロースリ           | スイス         | ランプレ                     | +1分37秒       | 10                          |
| 9  | キェル・カルストレム         | フィンランド   | リクイガス                   | 同             | 5                           |
| 10 | マレク・ルトキェヴィチ       | ポーランド     | ポーランド・ナショナルチーム | 同             | -                           |

### 各部門賞
| ポイント賞   | アラン・デーヴィス       | 62ポイント     |
| 2位          | ユルヘン・ルラントス     | 61ポイント     |
| 3位          | ヤウヘニ・フタロヴィッチ | 58ポイント     |
| 山岳賞       | イェンス・フォイクト     | 29ポイント     |
| 2位          | マレク・ルトキェヴィチ   | 18ポイント     |
| 3位          | マルケル・イリサール     | 11ポイント     |
| スプリント賞 | マルツィン・サパ         | 18ポイント     |
| 2位          | アンドニ・ラフエンテ     | 9ポイント      |
| 3位          | ウカシュ・ボドナル       | 6ポイント      |
| チーム時間賞 | チームCSC-サクソバンク   | 63時間43分35秒 |
| 2位          | リクイガス               | +49秒          |
| 3位          | ケス・デパーニュ         | +53秒          |